# Congrés de la Unió
El Congrés de la Unió (Congreso de la Unión en castellà) és l'òrgan legislatiu bicameral del govern federal de Mèxic, integrat per dues cambres, el Senat de la República amb 128 membres i la Cambra de Diputats amb 500 membres.

## Congrés
La composició d'ambdues cambres és mixta segons el principi de majoria simple, representació proporcional i la primera minoria.

### Cambra dels Diputats
La Cambra de Diputats està integrada per un total de cinc-cents "representants de la nació". La nació està dividida en tres-cents districtes electorals uninominals de la mateixa grandària poblacional, els residents dels quals elegeixen, per mitjà de l'escrutini uninominal majoritari o majoria simple un diputat per un període tres anys sense la possibilitat de reelecció immediata. Els altres dos-cents diputats són elegits segons el principi de representació proporcional a partir de cinc circumscripcions en què està dividida la nació, amb llistes de partit obertes. Els diputats electes per majoria simple es coneixen com a "diputats uninominals", mentre que els partits electes per representació proporcional es coneixen com a "diputats plurinominals". Per a evitar que un partit sigui sobrerepresentat, cap partit no pot tenir més de 300 diputats en total. Ja que no es manté la proporcionalitat de la Cambra sencera, aquest sistema es coneix com a sistema de vot paral·lel.

### Cambra dels Senats
El Senat està integrat per 128 "representants dels estats i el Districte Federal". S'hi elegeixen seixanta-quatre senadors segons els principi de majoria simple, dos per estat i dos del Districte Federal. Trenta-dos senadors són designats segons el principi de "primera minoria"; és a dir s'assigna un escó al partit que hagi obtingut la segona posició en cadascun dels estats i el Districte Federal. Els trenta-dos senadors restants s'assignen segons el principi de representació proporcional en què el país sencer forma una sola circumscripció electoral. Els senadors serveixen per un període de 6 anys sense possibilitat de reelecció immediata.
El Congrés té la facultat o el poder per a declarar la guerra, per admetre nous estats a la federació, i per a proposar i aprovar lleis de caràcter federal, entre d'altres. Això no obstant, hi ha facultats o poders específics per a cada una de les Cambres. Tant el Senat com la Cambra de Diputats elegeixen un president.